# Antoine Wiertz

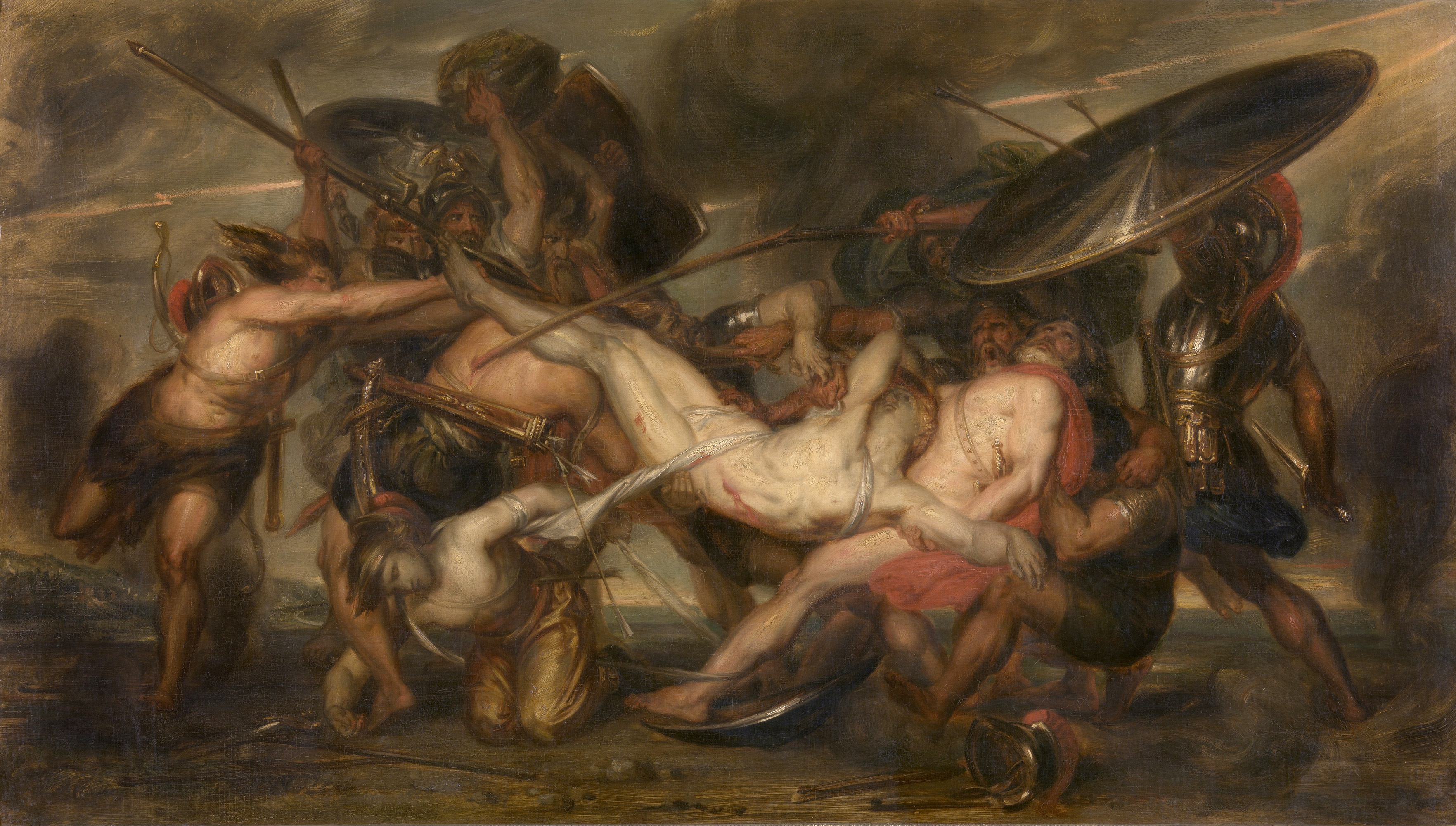
Striden om Patroklos’ lik, (1844-1845).

Antoine Joseph Wiertz, född 22 februari 1806 i Dinant, död 18 juni 1865 i Bryssel, var en belgisk målare.
Wiertz var son till en gendarm, som tjänat i franska republikens härar, studerade från 14 års ålder vid akademin i Antwerpen, vann romerska priset 1832 och väckte i Rom uppseende med en stor målning, Striden om Patroklos’ lik (fullbordat 1836). Han förde tavlan med sig till Paris 1839, men den blev inte uppmärksammad på salongen och gjorde inte heller större lycka i Bryssel (målningen flyttades till museet i Liège). Han fullbordade 1840 sin största tavla, Titanernas störtande (15 meter hög, 9 meter bred). 
Samma år blev han prisbelönad för skriften Éloge de Rubens vid en tävling, som blivit utlyst till Rubens 200-årsjubileum. År 1848 flyttade Wiertz till Bryssel, där han målade Kristi triumf (vid Kristi död förjagas avgrundens andar av änglarna). För att tjäna pengar målade han porträtt men var obetydligt intresserad av dessa och glömde ofta att signera dem. År 1850 fick han egen ateljé, som på statens bekostnad byggdes mot villkor, att hans alster skulle stanna där.
I hans ateljé, numera kallad "musée Wiertz", samlades målningar och skisser, självporträtt och tre skulpturgrupper i marmor med ämnen symboliserande mänsklighetens historia. På ett torg i närheten restes 1881 ett monument över konstnären, en grupp i brons av Joseph Jaquet.

## Andra verk (i urval)
- Golgatas fyrbåk (jordens mäktige, kungar, påvar, präster uppresa med förenade krafter korset, men från den korsfäste utstrålar ljus över världen, målad 1859)
- Polyfem uppätande Odysseus’ följeslagare (1860)
- Den sista kanonen (den brytes i bitar och föres bort av civilisationens gudinnor)
- En scen i helvetet (Napoleon I omgiven av rasande kvinnor, som bjuder honom människokött att mätta sig med)

- Wikimedia Commons har media relaterad till Antoine Wiertz.